# The Open Championship 1876
The Open Championship 1876 var en golfturnering afholdt på St Andrews Links i St Andrews, Skotland i efteråret 1876 og arrangeret i fællesskab af Prestwick Golf Club, Royal and Ancient Golf Club of St Andrews og Honourable Company of Edinburgh Golfers. Turneringen var den 16. udgave af The Open Championship, og det var anden gang at St Andrews Links lagde græs til mesterskabet. 34 spillere, 23 professionelle og 11 amatører, deltog i turneringen, som blev afviklet som en slagspilsturnering over to runder på Old Course.
Afgørelsen på mesterskabet blev kaotisk og kontroversiel. Kampen om førstepladsen stod mellem Bob Martin og Davie Strath. Martin var i klubhuset efter sin anden runde med en samlet score på 176 slag, hvilket betød at Strath skulle spille de sidste to huller på højst 10 slag for at sikre sig titlen. Hans tredje slag på 17. hul blev slået, mens der på green fortsat var spillere fra gruppen foran. Straths bold ramte en af spillerne og stoppede tæt på hullet i stedet for måske at have trillet af greenen. Han holede ud på to putts men brugte derefter seks slag på 18. hul, hvilket betød, at han lå helt lige med Martin efter de to runder. Der var imidlertid blevet indgivet en protest mod Davie Straths tredjeslag på 17. hul, men R&A-komiteen besluttede, at der skulle spilles omspil om titlen dagen efter, og først derefter ville komiteen behandle protesten.
Hvis protesten blev taget til følge, var den eneste mulige straf, at Strath blev diskvalificeret. Strath krævede derfor, at protesten blev behandlet inden omspillet. Men det afviste R&A-komiteen, og så nægtede Strath at deltage i omspillet. Efter at have gået banen rundt alene i omspillet dagen efter blev Bob Martin kåret til mester.
Det var tredje gang at Davie Strath endte som nr. 2 i The Open Championship. Han vandt aldrig titlen og døde tre år senere i Australien.

## Resultater
| Plac. | Spillere             | Score (slag) | Score (slag) | Score (slag) | Score (slag) |
| Plac. | Spillere             | 1.runde      | 2.runde      | Total        |              |
| ----- | -------------------- | ------------ | ------------ | ------------ | ------------ |
| 1.    | Bob Martin           | 86           | 90           | 176          |              |
| 2.    | Davie Strath         | 86           | 90           | 176          |              |
| 3.    | Willie Park, Sr.     | 94           | 89           | 183          |              |
| 4.    | Tom Morris, Sr.      | 90           | 95           | 185          |              |
| 4.    | Mungo Park           | 95           | 90           | 185          |              |
| 4.    | William Thomson      | 90           | 95           | 185          |              |
| 7.    | Henry Lamb (a)       | 94           | 92           | 186          |              |
| 8.    | Walter Gourlay       | 98           | 89           | 187          |              |
| 8.    | Bob Kirk             | 95           | 92           | 187          |              |
| 8.    | George Paxton        | 95           | 92           | 187          |              |
| 11.   | Robert Kinsman       | 88           | 100          | 188          |              |
| 12.   | Jamie Anderson       | 96           | 93           | 189          |              |
| 12.   | David Lamb (a)       | 95           | 94           | 189          |              |
| 14.   | David Anderson, Sr.  | 93           | 97           | 190          |              |
| 14.   | John Thompson        | 89           | 101          | 190          |              |
| 16.   | James Fenton         | 91           | 100          | 191          |              |
| 17.   | Charles Anderson (a) |              |              | –            |              |
| 17.   | David Ayton          |              |              | –            |              |
| 17.   | Robert Boothby (a)   |              |              | –            |              |
| 17.   | W. Brand (a)         |              |              | –            |              |
| 17.   | W.E. Brand (a)       |              |              | –            |              |
| 17.   | David Costorphine    |              |              | –            |              |
| 17.   | Alex Dishart (a)     |              |              | –            |              |
| 17.   | William Doleman (a)  |              |              | –            |              |
| 17.   | Bob Dow              |              |              | –            |              |
| 17.   | A. Griffith          |              |              | –            |              |
| 17.   | J. Halkerston        |              |              | –            |              |
| 17.   | W. Honeyman          |              |              | –            |              |
| 17.   | Tom Kidd             |              |              | –            |              |
| 17.   | Tom Manzie           |              |              | –            |              |
| 17.   | J. Millar (a)        |              |              | –            |              |
| 17.   | J.O.F. Morris        |              |              | –            |              |
| 17.   | David Simpson        |              |              | –            |              |
| 17.   | Andrew Smith (a)     |              |              | –            |              |